# Comuna Crasnoarmeiscoe, Hîncești
Comuna Crasnoarmeiscoe este o comună din raionul Hîncești, Republica Moldova. Este formată din satele Crasnoarmeiscoe (sat-reședință) și Tălăiești.

## Demografie
Conform datelor recensământului din 2014, comuna are o populație de 4.003 locuitori. La recensământul din 2004 erau 4.525 de locuitori.

## Administrație și politică
Componența Consiliului local Crasnoarmeiscoe (13 consilieri), ales la 5 noiembrie 2023, este următoarea:
|  | Partid                                        | Consilieri | Componență | Componență | Componență | Componență | Componență | Componență | Componență |
|  | --------------------------------------------- | ---------- | ---------- | ---------- | ---------- | ---------- | ---------- | ---------- | ---------- |
|  | Partidul Social Democrat European             | 7          |            |            |            |            |            |            |            |
|  | Partidul Socialiștilor din Republica Moldova  | 5          |            |            |            |            |            |            |            |
|  | Partidul Dezvoltării și Consolidării Moldovei | 1          |            |            |            |            |            |            |            |